# Clark megye (Missouri)
Clark megye az Amerikai Egyesült Államokban, azon belül Missouri államban található. Megyeszékhelye és legnagyobb városa Kahoka. Lakosainak száma 6634 fő (2020. április 1.). Clark megye Van Buren, Lee, Hancock, Lewis, Knox és Scotland megyékkel határos.

## Népesség
A megye népességének változása:
| Lakosok száma | 7136 | 7034 | 6984 | 6910 | 6801 | 6634 |
|               | 2010 | 2011 | 2012 | 2013 | 2015 | 2020 |